# Cvarjev potok
Cvarjev potok je potok, ki se pri vasi Kresnice kot desni pritok izliva v reko Savo. 